# Pongamiopsis viguieri
Pongamiopsis viguieri é uma espécie vegetal da família Fabaceae.
Apenas pode ser encontrada no Madagáscar.